# 安源区

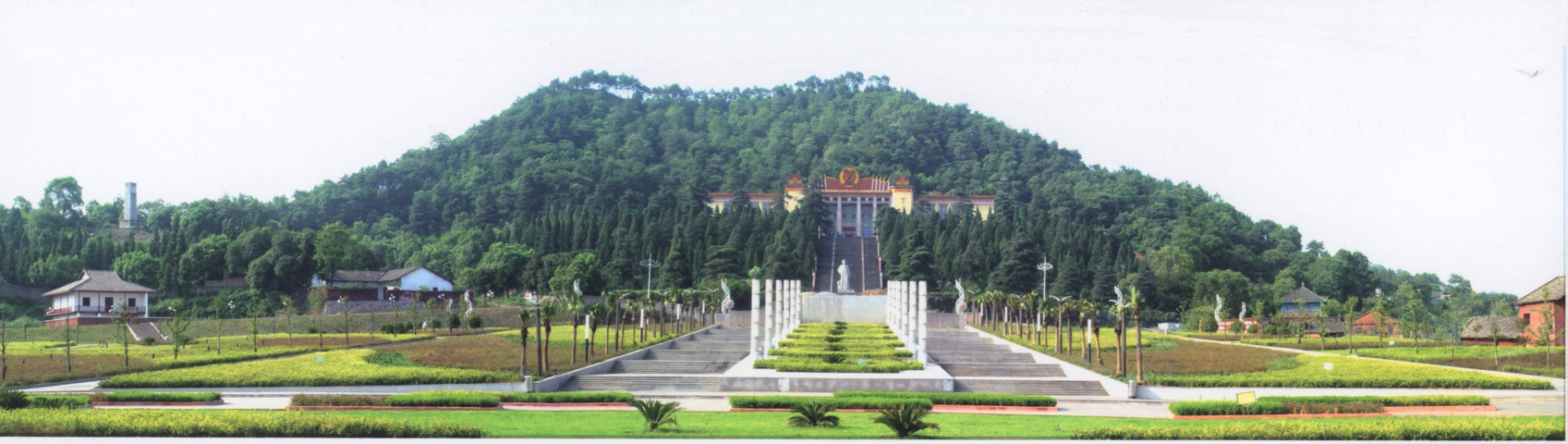
安源路矿工人运动纪念馆

安源区是江西省萍乡市下辖的一个市辖区，是萍鄉市委、市政府所在地，萍鄉市政治、經濟、商業、文化、科教、交通中心，區政府驻萍安中大道世紀廣場7號。
歷史上有“吳楚咽喉、贛湘通衢”之稱。滬昆鐵路、滬昆高鐵橫貫全區東西，與京廣鐵路，京九鐵路兩條大動脈相聯。

## 建制沿革
原名萍乡市城关区，1971年3月正式成立，1993年5月经国务院批准更名为萍乡市安源区。

## 历史
中国近代工业、中国工人运动及中国工农革命军的发祥地之一。毛泽东、刘少奇、李立三等曾在此领导工人运动，1922年9月13日爆发了安源路矿工人大罢工。安源路矿工人运动纪念馆是中国“全国百个爱国主义教育基地”之一。

## 资源
盛产煤炭，安源煤矿是江南地区最大的煤炭产地。因此处诞生中国共产党第一个党支部，号称“中国的莫斯科”。

## 行政区划
安源区下辖6个街道办事处、4个镇：
东大街道、凤凰街道、八一街道、后埠街道、丹江街道、白源街道、安源镇、高坑镇、五陂镇、青山镇、五陂下垦殖场和城郊管委会。
根據第七次人口普查數據，截至2020年11月1日零時，安源區常住人口為553293人。

## 交通
- 沪昆铁路：萍乡站